# Stazione di Annà di Melito di Porto Salvo
Stazione di Annà di Melito di Porto Salvo vasútállomás Olaszországban, Calabria régióban, Melito di Porto Salvo településen.

## Vasútvonalak
Az állomást az alábbi vasútvonalak érintik:
- Jonica-vasútvonal

## Kapcsolódó állomások
A vasútállomáshoz az alábbi állomások vannak a legközelebb:
- Stazione di Melito di Porto Salvo
- Stazione di Saline di Reggio